# Ариперт II
Ариперт II (такође и Ариберт) је био краљ Лангобарда од 701. до 712., гроф Торина, син краља Рагинперт и изданак Баварске династије.
Ступио је на трон већ 700. Збацио га је Лиутперт, који је владао од 700. до 702. године, са изузетком 701. када је Рагинперт ступио на трон. После смрти свога оца покушао је и он да ступи на трон. Поразио је Лиутперта и његовог регента Анспранда у Павији и заробио је краља кога је касније задавио, док се купао. Освојио је главни град и протерао Анспранда преко Алпа. Своју власт је ојачао до 703.